# 石原裕次郎
石原 裕次郎（いしはら ゆうじろう、1934年〈昭和9年〉12月28日 - 1987年〈昭和62年〉7月17日）は、日本の俳優、歌手、実業家。兄は、芥川賞を受賞した小説家で政治家の石原慎太郎。
石原プロモーション創立者で、初代代表取締役社長兼会長。ヨットマンとしても活動していた。昭和を代表する俳優・タレントとされている。2000年に発表された『キネマ旬報』の「20世紀の映画スター・男優編」で日本男優の2位、同号の「読者が選んだ20世紀の映画スター男優」では第6位になった。2014年に発表された『キネマ旬報』の『オールタイム・ベスト 日本映画男優・女優』では日本男優の14位となっている。

## 生涯

### 生い立ち
1934年（昭和9年）12月28日（金曜日）に父石原潔（山下汽船社員、愛媛県出身）、母光子（広島県宮島の出身）のもと、兵庫県神戸市須磨区で誕生。北海道小樽市および神奈川県逗子市で育つ。
小樽のマリア幼稚園（現在の小樽藤幼稚園）卒園、小樽の稲穂国民学校時代に、競泳や（天狗山 で）スキーに親しむ。逗子中学校時代からはバスケットボールに熱中し、五輪出場を目指していたこともあったが、高校2年生の時にケガをして、その夢を諦めた。慶應義塾高等学校の受験に失敗し、慶應義塾農業高等学校に進学したが、1951年に慶應義塾高校に編入学。卒業後は慶應義塾大学法学部政治学科に内部進学するが、正に『太陽の季節』そのものという様な放蕩生活に明け暮れていた。

### 映画デビュー、映画スター、歌手活動

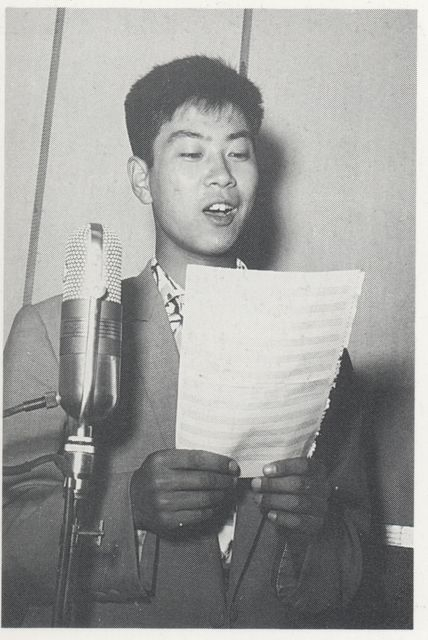
1957年

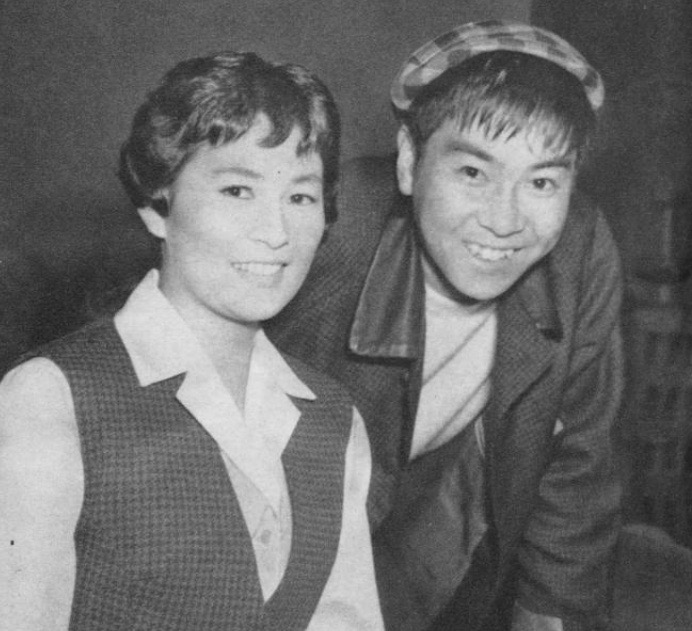
北原三枝と石原（1958年頃）

大学在学中から俳優を目指し、東宝と大映、日活のオーディションを受けるも全て不合格であった。デビューについて複数の説があるが、1956年に、慎太郎の芥川賞受賞作『太陽の季節』の映画化の時に、映画プロデューサー水の江瀧子と兄・慎太郎の推薦があって、同映画作品の端役で映画デビューした。
日活入社前には兄慎太郎が強く推薦したことにより大映映画の『処刑の部屋』に主演し、大映入りする可能性があったが、慎太郎が断りを入れ、日活と契約した。1956年、『太陽の季節』に続いて製作された、同じく慎太郎原作の映画化作品『狂った果実』では主演、この時歌手デビューを果たした。（具体的な出演作品については、#映画を参照のこと。歌手としての活動については石原裕次郎の作品、石原裕次郎のシングル一覧、石原裕次郎のアルバム一覧を参照のこと）。同年、芦川いづみと共演した『乳母車』での好演で評価を高め、製作者協会新人賞を受賞したが、この年で大学を中退した。
1957年、映画『俺は待ってるぜ』、『嵐を呼ぶ男』など軒並みヒットし、この頃人気は絶頂を迎えた。また第8回ブルーリボン賞新人賞も受賞した。
1960年1月、交際が噂されていた北原三枝とアメリカ婚前旅行、4月には婚約を発表、結婚後も人気を維持し、『あじさいの歌』、『闘牛に賭ける男』など出演作の興業成績が好調であった。1962年頃には渡り鳥シリーズの大ヒットで小林旭人気の高まりとともに、これまでと異なる作品に出演するようになった。1962年3月末で切れた日活との再契約にあたり、専属契約から1年ごとの本数契約へ変更。1962年度は年間7本、他社出演をしない代わりに気乗りしない企画は拒否できることを条件とした。

### 石原プロモーション設立、映画製作、テレビドラマ制作
1963年１月16日、石原プロモーションを設立。以後はプロダクション経営をしながら、プロデューサーと俳優の二本立てで活動するようになる。日活とは従来通り、他社出演はしないが自主製作及び石原プロと日活の共同製作作品は石原プロが主導権を握るという契約を交わす。第1回石原プロ製作映画に市川崑を監督に迎え、『太平洋ひとりぼっち』を製作し、この作品での芸術祭賞を授与された。1968年、三船敏郎率いる三船プロと共同で製作した映画『黒部の太陽』を大ヒットさせ、スター・プロ時代の先陣を切る。その間、日活とは年間１本の出演契約となり、事実上フリーとなる。以降『栄光への5000キロ』『富士山頂』『ある兵士の賭け』など大金を費やした骨太の映画作品をいくつも世に送り出したが、映画界斜陽の時代で興業成績が悪く、事務所の経営が悪化した。1971年には結核を患い療養することになる。
1972年、旧知の舛田利雄の勧めや、 東宝と日本テレビの粘り強い交渉の末、事務所の経済的事情もあり、13話だけでという約束でテレビドラマ『太陽にほえろ!』への出演を開始した。予定の通り13話で降板するという石原を夫人や竜雷太らが説得し、出演を継続することとなり、日活黄金期の石原を知らない若い世代にも番組においての名称であるボスとして認識されるなど、人気を獲得、番組は1986年まで続き、高い視聴率を記録した。
1973年石原プロ製作の映画『反逆の報酬』に主演、その後『凍河』に友情出演、また『わが青春のアルカディア』では声の出演をしたが、この作品が最後の主演にして最後の本格的な映画出演となった。
1976年からは『大都会シリーズ』、1979年からは『西部警察シリーズ』などの企画・助演など多面的に活躍しつづけた。
1977年に発売された『ブランデーグラス』は発売時にはほとんど売れなかったが、数年後に『西部警察 PARTI』の第48話「別離のブランデーグラス」の中で裕次郎が歌うと、売り上げが伸び始め、152万枚を売り上げるヒット曲となった。1986年、病気療養のため渡哲也に代役を任せ『太陽にほえろ!』を一度降板、同番組の最終回718話で復帰、ワンカット7分間のアドリブで命の大切さを語る圧巻の演技を見せたが(後述のエピソード欄にアドリブの補足あり)、これが俳優としての最後の演技に、そして渡哲也との最後の共演になった。

### 闘病
1978年、舌下潰瘍のため入院、手術。その後、悪性腫瘍（舌癌）との診断を受けたが、本人には告知されなかった（1983年再発）。1979年には舌下白板症と診断され、術後部に潰瘍が出来たため再手術する。
1981年4月、『西部警察』のロケ撮影中に背中と胸に激痛が走り、慶應義塾大学病院に緊急入院。当初椎間板ヘルニアが疑われたが、その後、解離性大動脈瘤と診断され大手術を決行。生還率3%と言われたが、奇跡的な回復を遂げ無事退院した。退院後も首、腰の痛み、発熱が続き、右耳が難聴となった。
1984年、肝臓癌が発覚した。前の定期健診で肝細胞癌と診断されるが、裕次郎本人には最期までガン告知をされなかった。
1986年5月、高熱が続くため慶應義塾大学病院に入院。血圧降下剤の副作用による肝内胆管炎と診断され、7月の退院後はハワイで静養した。

### 死去
1987年4月20日、体調不良を受けてハワイから急遽帰国し、慶應義塾大学病院へ検査入院。5月2日に一旦退院したが、3日後の同月5日に再入院し容態が悪化。幻覚症状（肝性脳症）を発する。その後も意識不明の状態が続き、7月17日15時43分、医師が臨終を告げ7分後の15時50分に心停止。酸素吸入により一度は心拍が再開するも、16時26分に再度心停止し死去。52歳没。遺言は「俺が死んだら即会社をたたみなさい」であったが、妻のまき子は所属俳優やスタッフに言い出せなかったため、石原プロモーションはその後も存続した。
戒名は、陽光院天真寛裕大居士。墓は、万成石五輪塔で神奈川県横浜市鶴見区にある總持寺に立てられている。墓碑にはまき子夫人の直筆で次のような言葉で綴られている。

### 没後
死後に生前録音していた『北の旅人』、『わが人生に悔いはなし』が発売され、北の旅人は125万枚を売りげるヒット曲となった。
没後、毎年7月17日には總持寺で法要が行われ、裕次郎が生前あじさいの花が好きだったということにちなんで「あじさい忌」と呼ばれていた。まき子夫人や舘ひろし・神田正輝ら石原プロモーションの俳優・スタッフが集結し、記者会見を行うのが定例となっていた。また多くの一般客ファンも参列し、年忌法要では一般参列者に記念品がプレゼントされるといった、身内だけの法要に留まらない大規模イベントとなっていた。1993年の七回忌は3万8000人、1999年の十三回忌は20万人以上が参列した。十三回忌で20万人以上の参列者の人出で總持寺周辺が大混乱したことから、2009年の二十三回忌は国立競技場に総持寺の本殿を再現した拝殿を建てて行われ、約12万人が参列した。
1991年7月22日、裕次郎ゆかりの品々を展示する石原裕次郎記念館が、裕次郎が幼少時に過ごした小樽、しかもヨットマンだった裕次郎にふさわしい場所である小樽港マリーナの隣に開設された。多数のファンが訪れ裕次郎をしのぶ場となっていたが、2017年8月31日、入場者減少や施設の老朽化もあり、閉館。その代替として、2018年7月17日に行われた32回忌法要では、法要終了後、同年8月22日より2年間、全国8箇所を巡り石原裕次郎ゆかりの品々を展示する「石原裕次郎の軌跡」展を開催することを発表した。
そして2019年7月17日に行われた33回忌法要の終了後の会見にて、まき子夫人が、今回をもって「弔い上げ」とし今後は石原プロとしての墓前供養を行わない旨を発表した。まき子夫人のほか一般参列者が高齢化し、裕次郎の墓がある高台まで昇るのが困難になっていることへの配慮を理由とした。

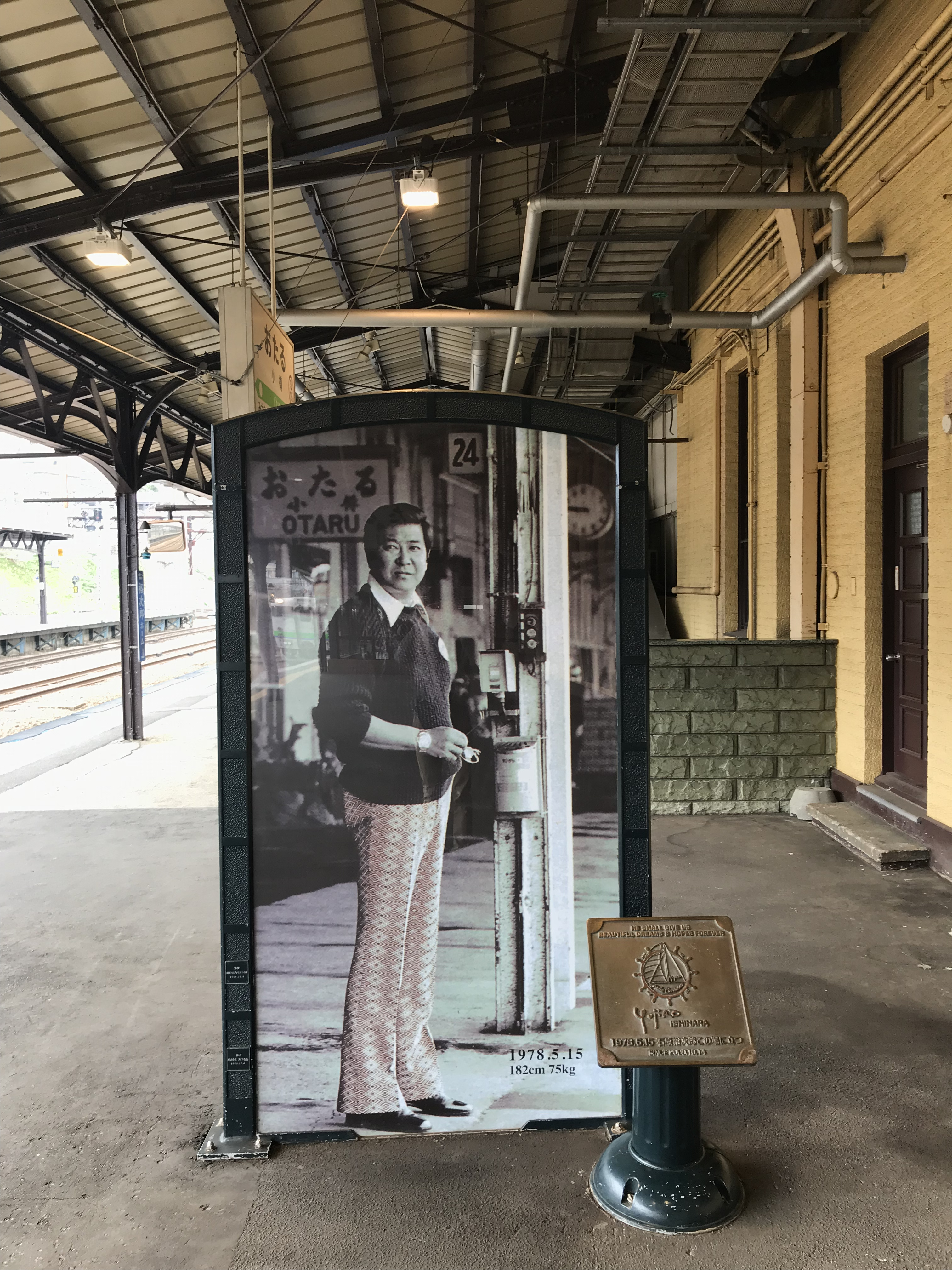
小樽駅の4番線、（愛称:裕次郎ホーム）に設置されたパネル

2020年7月には「株式会社石原プロモーションの商号を石原裕次郎の仏前に返還する」として、2021年1月16日を以て芸能事務所としての業務を終了することが発表された。そして発表通り、2021年1月16日に「解散式」が執り行われ、3月31日に全業務を終了。2021年4月30日、株主総会にて解散が決議された。

## ヨットマン（ヨット乗り、セイラー）としての活動
裕次郎は日本のセーリング界でもその歴史に名を残している人物である。
もともと父親が郵船会社の社員、つまり船と海の世界に生きていた人物で、父親の転勤の折、父親の判断で逗子湾近くに住居を構えた。その地で裕次郎がヨットに興味を持ち、裕次郎の熱烈な希望に応える形で父親が木製のディンギーヨットを買い与えたのが、裕次郎にとってのヨットとの本格的な付き合いの始まりとなった。兄・慎太郎も一発でこのディンギーヨットの操作方法を会得し、兄弟でヨットを楽しむようになり、主に逗子湾や葉山などをフィールドに経験を深めていった。当時の日本ではそもそもセーリング・ボート所有者が成人を含めて極めて少なく、ましてや学生の身分ですでに自分のセーリング・ボートを所有している例はほとんどなかったため、二人は日本のセーリング界では稀有な存在となっていくことになった。
その後、裕次郎が俳優として映画界で活躍するようになると、石原兄弟のセーリングへの情熱、その経験や技術は、映画作品のシーン構築や撮影でも活用されるようになった。結果として日本の映画のシーンにセーリング・ボートが何度も登場するようになり、それを見た映画観客がセーリングに興味を持ち、結果として日本におけるセーリング人口増加にも貢献した。石原兄弟は著名人となり収入が増えるにつれ、艇をディンギーからセーリング・クルーザーへと、そして徐々に高級な艇へとグレードアップしていった。艇には、兄・慎太郎の趣味で「コンテッサ」という名（フランス語で「伯爵夫人」の意）をつけ、その名は艇を買い替えても「コンテッサII」「コンテッサIII」...と継承されてゆくことになる。この名は他には無い独特のものなので、日本のセーリング界では、ヨット・レースなどの出場艇のリストに「コンテッサ」とあれば、誰でも即「石原兄弟の艇だ！」と分かる存在となっていった。コンテッサには、主に石原兄弟の地元の逗子や葉山在住の古くからの仲間などが、クルーとして乗り込んだ。
コンテッサ号は、いくつもの国内ヨット・レースに参加し日本のセーリング界を盛り上げる一翼を担いつづけたが、中でも特筆すべきことは、1963年、裕次郎がトランスパシフィック・ヨット・レースに兄弟の愛艇「コンテッサⅢ」で参加したことである。Transpacific Yacht Race（トランスパシフィック・ヨット・レース、略称「Transpac（トランスパック）」）とは、米国西海岸から出発し、太平洋を渡るようにして進み、ハワイでゴールするセーリング・クルーザーのためのレース。当時、日本から国際的なヨットレースに参加できる人はほぼ皆無であり、裕次郎は日本のセーリング界の歴史に名を残す人物にもなった。
なお裕次郎の歴代の愛艇のうちひとつは、1991年開館の石原裕次郎記念館の入り口付近に展示された。

## エピソード

### 映画デビューについて
- 1956年3月28日（水曜日）、日活撮影所内の理容室で『太陽の季節』の撮影に際し、太陽族に扮する連中の「慎太郎刈り」のモデルを引き受けたのが、日活での初仕事であった[22]。
- 『太陽の季節』のカメラマンを務めた伊佐山三郎は水の江瀧子を呼び、エキストラとしてファインダーに映っていた裕次郎を「阪妻がいる」と絶賛。急遽端役が与えられ映画デビューとなった[23]。

### 歌手活動
- 日活時代から劇中で歌うシーンが多かったが、コンサートやテレビ番組で歌うことには消極的だった。佐瀬稔の取材に対し、テレビカメラの前で歌うのは緊張して「胃が痛くなる」とした上で、「あの中森明菜みたいな芸当は到底、私にはできない」と答えたという[24]。
- 「銀座の恋の物語」、「二人の世界」、「夜霧よ今夜も有難う」などの数々のヒット曲がある裕次郎だが、『紅白歌合戦』には1957年・第8回に雪村いづみの応援ゲストとして出演したことはあるものの、歌手としては生涯出場しなかった[注釈 5]。
- 裕次郎の若手時代はヒット曲を多数持つスター歌手が他人の持ち歌をカバーすることに消極的だったが、裕次郎自身はそうした中で積極的に他人の持ち歌[注釈 6]をレコードに吹き込んだ。その中には裕次郎がカバーしたことで有名になった曲も存在する。ただ、梶芽衣子の「怨み節」のカバーについては断ったという[26]。

### 性格
- 性格として今で言う体育会系の気質があり、車の中や外、店の隅（外）・店内で運転手を待たせることや、自分の車の中に1人でも人が残ることを嫌っていたという[27]。
- ロケ先などで女学生に囲まれサインをねだられても断ることが多かった。理由は「真っ白な紙に名前だけ書いて渡すなんて試験の答案のようなもの」であることからと語っていた[28]。
- 困っていることがあると、自ら率先して動くタイプであった。また「人の悪口は絶対に口にするな。人にしてあげたことはすぐ忘れろ。人にして貰ったことは生涯（一生）忘れるな」という信念を持っていた[29]。
- 石原プロの名物である炊き出しは、俳優やスタッフ皆が同じ釜の飯を食べようと、元々は裕次郎が考案したものである[30]。

### 趣味・嗜好
- デビューの頃からオーダーメイドで衣装を仕立てていたのは遠藤千寿で、私服が3,000着ほど、トータルで5,000着ほど作ったという[31][32]。ジャケットの裏地からポケットなどまで、裕次郎がデザインして指定。ワイシャツの襟の高さは5.5cm程度のハイカラー（一般的なものは4cm）を好んだという[33]。
- 日本では力道山、夏木陽介と裕次郎の3人だけと言われるメルセデス・ベンツ・300SL（〈W198〉ガルウィングクーペのオーナーだった。シートは深紅。車体はシルバー（ただし、ヘッドランプを含むフロントフェンダー部分は所有当初から300SLロードスター用のものに交換されている）。他にロールス・ロイス・シルヴァーシャドウやキャデラックなど複数の高級車を所有するカーマニアであった。

### 交友関係
- 勝新太郎とは家族ぐるみの付き合いで[34]、互いを「兄弟」と呼び合った仲。勝は裕次郎の葬儀で友人代表の弔辞も読んだ。
- 1学年下の長嶋茂雄とは、巨人入団前に対談の企画で出会った。対面を重ねるうち、親交を深め、1959年には裕次郎が応援歌「男の友情 背番号3」の制作を考え、歌唱した。1962年1月には雑誌の企画で、前年結婚したまき子夫人を含めて米国を旅行した。
- 裕次郎と同じ12月28日生まれの渡哲也は日活所属だった際、1970年の映画『ある兵士の賭け』による石原プロの倒産危機を知ると、180万円を差し出した(貯金全額と書かれている資料もあるが、映画にかけた夢 石原プロモーション58年の軌跡 石原裕次郎・渡哲也 週刊朝日ムックには『さらば掟』出演時の渡のギャラ全額相当とある[35]。)裕次郎が気持ちだけは頂くというと、石原プロ入りを志願した[36][37]。
- 関町進は、石原プロの車両部として作品に携わり、裕次郎の逝去前まで付き人兼運転手を務めた[38]。

### その他
- 前述の通り公式上の生年月日は1934年12月28日だが、運転免許証によると戸籍上の生年月日は6日後の1935年（昭和10年）1月3日とされている[39]。
- 1961年12月9日（土曜日）、翌日の10日に開業する伊豆急行線の開業式典にヘリコプターで伊豆急下田駅へ駆けつけた[40]。
- 主演した『赤い波止場』はジャン・ギャバン主演の、日本で特に人気が高いフランス映画の名作『望郷』が元ネタである[41]。『赤い波止場』のリメイクである渡哲也主演の『紅の流れ星』も『望郷』を手本にしている作品であるが、主人公像はギャバンではなくてゴダール『勝手にしやがれ』のジャン・ポール・ベルモンドがモデルである。これは国民的ヒーローのギャバン=裕次郎と、アウトローなベルモンド=渡という主演スターのイメージや個性・持ち味の違いからきている[42][43]。
- 1964年の日活映画『太陽西から昇る』において、当時東宝撮影所近くに存在した石原の自宅（現在は解体済）がロケーションで使用された[44]。
- 1980年1月に成城の自宅（上神明遺跡内）において、古墳時代の遺跡、土器が発見されたこともある。それが歴史的大発見で話題になった。石原プロの俳優だった苅谷俊介は、裕次郎邸の遺跡発見がきっかけとなって考古学に目覚め、同社を退社して考古学研究の道に踏み出すこととなった[45]。
- 『太陽にほえろ!』で共演した渡辺徹は、石原からどんな所に住んでいるかを聞かれ、「アパートの三階」と答えたところ、石原の成城の旧自宅をあげると言われ喜んだが、光熱費などだけでも数百万を要することから、当時新人で給料も安い渡辺は、貰うことを諦めたという[46]。
- 亡くなった1987年7月17日にはテレビ朝日では急遽19:30から1時間半近い特番が組まれた[注釈 7]。これにより、当時金曜19:30にレギュラー放送されていた「宇宙船サジタリウス」は10月2日で放送終了が決まっていたが1話分放送できなくなり、急遽翌3日の土曜日に19:30から放送されることになった[注釈 8]。
- 『大都会 PARTIII』の終了後、日本テレビからパートⅣ製作の打診を受けた一方で、テレビ朝日からは大都会の流れを踏襲した様な、新たな刑事ドラマの製作を持ちかけられた。これを聞いた石原は、日本テレビのおかげで石原プロの経営が良好になったこともあり、その義理からテレビ朝日の打診を一蹴した[47]。しかし、義理よりも金銭的に有利なテレビ朝日のオファーを小林正彦専務が強引に押し進める形で、日本テレビからテレビ朝日に鞍替えし、『西部警察シリーズ』が製作されることとなった[47]。
- 同じ日活出身で、当時『太陽にほえろ!』レギュラー出演した俳優の中で、唯一故人となっていた沖雅也の自殺に相当なショックを受けていた石原は『太陽にほえろ!』最終回において、沖が演じたスコッチ刑事に言及してアドリブで命の大切さを説く演技を見せた[17]。

## 家族・親族

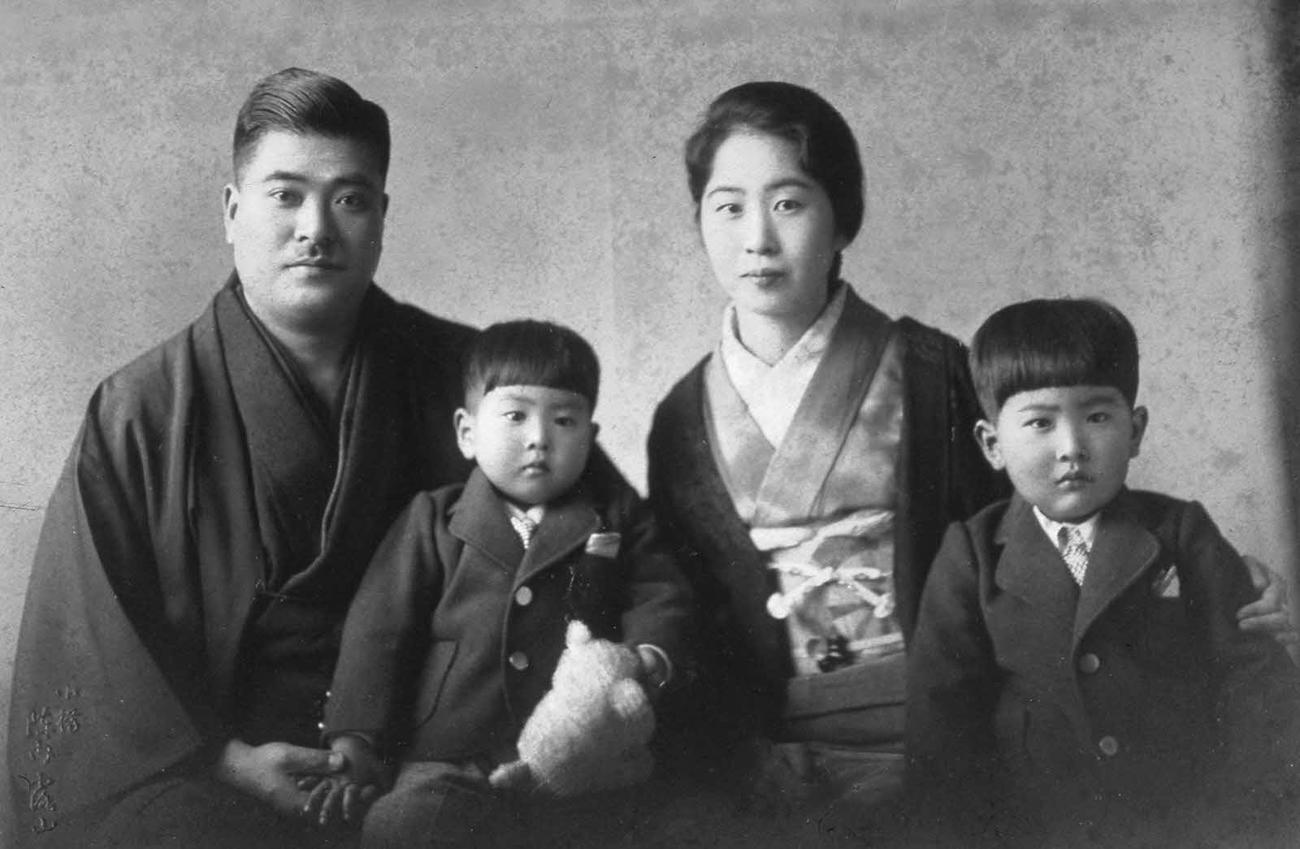
小樽にて家族写真
（左から父・潔、裕次郎、母・光子、兄・慎太郎）

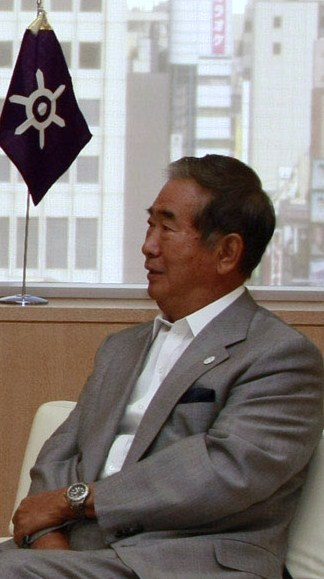
兄・石原慎太郎
2009年8月28日
東京都庁第一本庁舎
都知事執務室

### 石原家
（愛媛県松山市・八幡浜市・大洲市、兵庫県神戸市須磨区、北海道小樽市、神奈川県逗子市、東京都）
- 父・潔（山下汽船社員）

1899年（明治32年）12月生 - 1951年（昭和26年）10月没
- 母・光子

1909年（明治42年）9月生 - 1992年（平成4年）6月没
- 兄・慎太郎（作家、政治家）

1932年（昭和7年）9月生 - 2022年（令和4年）2月没
- 妻・まき子（元女優）

1933年（昭和8年）7月生 -
- 子・なし
- 甥・伸晃、良純、宏高、延啓

裕次郎は良家の子弟というイメージがあるが、父・潔は山下汽船のサラリーマンであり、旧制中学も出ていない身から叩き上げて関連会社役員にまで出世した人物である。戦後の新興中流階級に属する。

### 略系図
|            |            |            |            |            |            |  |  | 石田光治 | 石田光治 | 石田光治 | 石田光治 | 石田光治 | 石田光治 |  |  | 典子       | 典子 | 典子 | 典子 | 典子 | 典子 |  |  |          |  |  |  |  |  |
|            |            |            |            |            |            |  |  | 石田光治 | 石田光治 | 石田光治 | 石田光治 | 石田光治 | 石田光治 |  |  | 典子       | 典子 | 典子 | 典子 | 典子 | 典子 |  |  |          |  |  |  |  |  |
|            |            |            |            |            |            |  |  |          |          |          |          |          |          |  |  |            |      |      |      |      |      |  |  | 石原伸晃 |  |  |  |  |  |
|            |            |            |            |            |            |  |  |          |          |          |          |          |          |  |  |            |      |      |      |      |      |  |  |          |  |  |  |  |  |
|            |            |            |            |            |            |  |  |          |          |          |          |          |          |  |  |            |      |      |      |      |      |  |  | 石原良純 |  |  |  |  |  |
|            |            |            |            |            |            |  |  |          |          |          |          |          |          |  |  |            |      |      |      |      |      |  |  |          |  |  |  |  |  |
|            |            |            |            |            |            |  |  |          |          |          |          |          |          |  |  |            |      |      |      |      |      |  |  | 石原宏高 |  |  |  |  |  |
|            |            |            |            |            |            |  |  |          |          |          |          |          |          |  |  |            |      |      |      |      |      |  |  |          |  |  |  |  |  |
|            |            |            |            |            |            |  |  |          |          |          |          |          |          |  |  |            |      |      |      |      |      |  |  | 石原延啓 |  |  |  |  |  |
|            |            |            |            |            |            |  |  |          |          |          |          |          |          |  |  |            |      |      |      |      |      |  |  |          |  |  |  |  |  |
|            |            |            |            |            |            |  |  |          |          |          |          |          |          |  |  | 石原慎太郎 |      |      |      |      |      |  |  |          |  |  |  |  |  |
|            |            |            |            |            |            |  |  |          |          |          |          |          |          |  |  |            |      |      |      |      |      |  |  |          |  |  |  |  |  |
| 石原信直   | 石原信直   | 石原信直   | 石原信直   | 石原信直   | 石原信直   |  |  | 石原潔   | 石原潔   | 石原潔   | 石原潔   | 石原潔   | 石原潔   |  |  |            |      |      |      |      |      |  |  |          |  |  |  |  |  |
| 石原信直   | 石原信直   | 石原信直   | 石原信直   | 石原信直   | 石原信直   |  |  | 石原潔   | 石原潔   | 石原潔   | 石原潔   | 石原潔   | 石原潔   |  |  |            |      |      |      |      |      |  |  |          |  |  |  |  |  |
|            |            |            |            |            |            |  |  |          |          |          |          |          |          |  |  |            |      |      |      |      |      |  |  |          |  |  |  |  |  |
|            |            |            |            |            |            |  |  |          |          |          |          |          |          |  |  |            |      |      |      |      |      |  |  |          |  |  |  |  |  |
| 加藤三之助 | 加藤三之助 | 加藤三之助 | 加藤三之助 | 加藤三之助 | 加藤三之助 |  |  | 光子     | 光子     | 光子     | 光子     | 光子     | 光子     |  |  |            |      |      |      |      |      |  |  |          |  |  |  |  |  |
| 加藤三之助 | 加藤三之助 | 加藤三之助 | 加藤三之助 | 加藤三之助 | 加藤三之助 |  |  | 光子     | 光子     | 光子     | 光子     | 光子     | 光子     |  |  |            |      |      |      |      |      |  |  |          |  |  |  |  |  |
|            |            |            |            |            |            |  |  |          |          |          |          |          |          |  |  | 石原裕次郎 |      |      |      |      |      |  |  |          |  |  |  |  |  |
|            |            |            |            |            |            |  |  |          |          |          |          |          |          |  |  |            |      |      |      |      |      |  |  |          |  |  |  |  |  |
|            |            |            |            |            |            |  |  |          |          |          |          |          |          |  |  |            |      |      |      |      |      |  |  |          |  |  |  |  |  |
|            |            |            |            |            |            |  |  |          |          |          |          |          |          |  |  | まき子     |      |      |      |      |      |  |  |          |  |  |  |  |  |

## 出演

### 映画

#### 実写映画

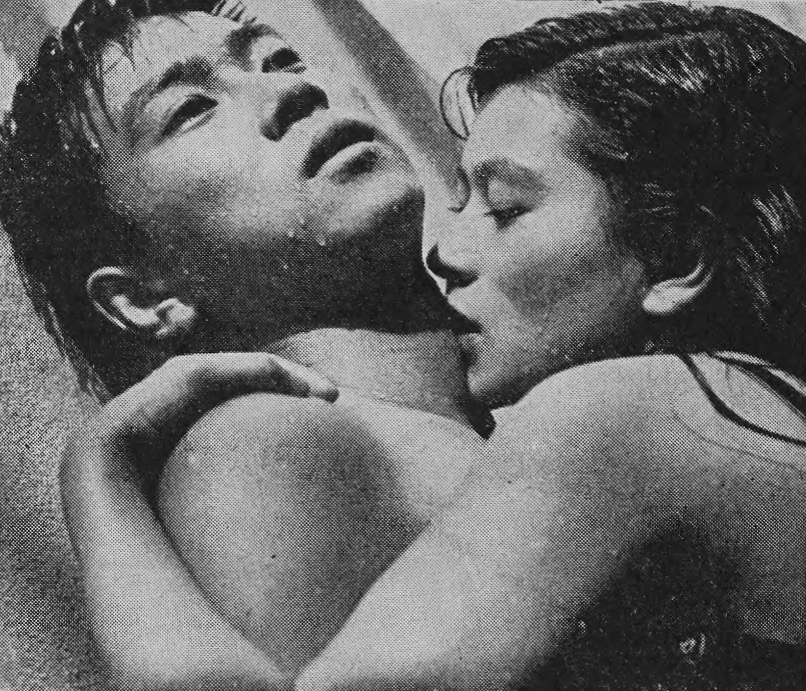
『狂った果実』（1956年）

- 『太陽の季節』（古川卓巳監督、1956年5月17日公開、日活、伊豆役）
- 『狂った果実』（中平康監督、1956年7月12日公開、日活、滝島夏久役）
- 『乳母車』（田坂具隆監督、1956年11月13日公開、日活、相沢宗雄役）
- 『地底の歌』（野口博志監督、1956年12月12日公開、日活、ダイヤモンド冬役）
- 『月蝕』（井上梅次監督、1956年12月19日公開、日活、松木役）
- 『若ノ花物語』（森永健次郎監督、1956年12月26日公開、日活）
- 『人間魚雷出撃す』（古川卓巳監督、1956年12月26日公開、日活、黒崎中尉役）
- 『お転婆三人姉妹 踊る太陽』（井上梅次監督、1957年1月1日公開、日活、大助君役）
- 『ジャズ娘誕生』（春原政久監督、1957年4月3日公開、日活、南条春夫役）
- 『勝利者』（井上梅次監督、1957年5月1日公開、日活、夫馬俊太郎役）
- 『今日のいのち』（田坂具隆監督、1957年6月26日公開、日活、岩本岩次郎役）
- 『幕末太陽傳』（川島雄三監督、1957年7月14日公開、日活、高杉晋作役）
- 『海の野郎ども』（新藤兼人監督、1957年8月20日公開、日活、千鳥松役）
- 『鷲と鷹』（井上梅次監督、1957年9月29日公開、日活、千吉役）
- 『俺は待ってるぜ』（蔵原惟繕監督、1957年10月20日公開、日活、島木譲次役）
- 『嵐を呼ぶ男』（井上梅次監督、1957年12月28日公開、日活、国分正一役）
- 『心と肉体の旅』（舛田利雄監督、1958年1月9日公開、日活）
- 『夜の牙』（井上梅次監督、1958年1月15日公開、日活、杉浦健吉役）
- 『錆びたナイフ』（舛田利雄監督、1958年3月11日公開、日活、橘役）
- 『陽のあたる坂道』（田坂具隆監督、1958年4月15日公開、日活、田代信次役）
- 『明日は明日の風が吹く』（井上梅次監督、1958年4月29日公開、日活、松山健次役）
- 『素晴しき男性』（井上海次監督、1958年7月6日公開、日活、団武男役）
- 『風速40米』（蔵原惟繕監督、1958年8月12日公開、日活、滝颯夫役）
- 『赤い波止場』（舛田利雄監督、1958年9月23日公開、日活、富永二郎役）
- 『嵐の中を突っ走れ』（蔵原惟繕監督、1958年10月29日公開、日活、吉良千吉役）
- 『紅の翼』（中平康監督、1958年12月28日公開、日活、石田康二役）
- 『若い川の流れ』（田坂具隆監督、1959年1月15日公開、日活、曽根健助役）
- 『今日に生きる』（舛田利雄監督、1959年3月10日公開、日活、城俊次役）
- 『男が爆発する』（舛田利雄監督、1959年4月29日公開、日活、室戸謙作役）
- 『山と谷と雲』（牛原陽一監督、1959年5月31日公開、日活、牧戸次郎役）
- 『世界を賭ける恋』（滝沢英輔監督、1959年7月12日公開、日活、村岡雄二役）
- 『男なら夢を見ろ』（牛原陽一監督、1959年8月9日公開、日活、木島夏雄役）
- 『欧州駈けある記』（1959年8月30日公開、日活）
- 『清水の暴れん坊』（松尾昭典監督、1959年9月27日公開、日活、石松俊雄役）
- 『天と地を駈ける男』（舛田利雄監督、1959年11月1日公開、日活、稲葉鉄男役）
- 『男が命を賭ける時』（松尾昭典監督、1959年12月27日公開、日活、小室丈太郎役）
- 『鉄火場の風』（牛原陽一監督、1960年1月15日公開、日活、畑中英次役）
- 『白銀城の対決』（齋藤武市監督、1960年3月6日公開、日活、伊庭俊介役）
- 『あじさいの歌』（滝沢英輔監督、1960年4月2日公開、日活、河田藤助役）
- 『青年の樹』（舛田利雄監督、1960年4月29日公開、日活、和久武馬役）
- 『天下を取る』（牛原陽一監督、1960年7月13日公開、日活、大門大太役）
- 『喧嘩太郎』（舛田利雄監督、1960年8月10日公開、日活、宇野太郎役）
- 『やくざ先生』（松尾昭典監督、1960年9月21日公開、日活、新田悠三役）
- 『あした晴れるか』（中平康監督、1960年10月26日公開、日活、三杉耕平役）
- 『闘牛に賭ける男』（舛田利雄監督、1960年12月27日公開、日活、北見徹役）
- 『街から街へつむじ風』（松尾昭典監督、1961年1月14日公開、日活、正木晋一役）
- 『あいつと私』（中平康監督、1961年9月10日公開、日活、黒川三郎役）
- 『堂堂たる人生』（牛原陽一監督、1961年10月22日公開、日活、中部周平役）
- 『アラブの嵐』（中平康監督、1961年12月24日公開、日活、宗方真太郎役）
- 『男と男の生きる街』（舛田利雄監督、1962年1月14日公開、日活、岩崎捷夫役）
- 『銀座の恋の物語』（蔵原惟繕監督、1962年3月4日公開、日活、伴次郎役）
- 『青年の椅子』（西河克己監督、1962年4月8日公開、日活、高坂虎彦役）
- 『雲に向かって起つ』（滝沢英輔監督、1962年5月1日公開、日活、坂木武馬役）
- 『憎いあンちくしょう』（蔵原惟繕監督、1962年7月8日公開、日活、北大作役）
- 『零戦黒雲一家』（舛田利雄監督、1962年8月12日公開、日活、谷村雁役）
- 『若い人』（西河克己監督、1962年10月6日公開、日活、間崎慎太郎役）
- 『金門島にかける橋』（松尾昭典監督、1962年11月3日公開、日活、武井一郎役）
- 『花と竜』（舛田利雄監督、1962年12月26日公開、日活、玉井金五郎役）
- 『何か面白いことないか』（蔵原惟繕監督、1963年3月3日公開、日活、早坂次郎役）
- 『太陽への脱出』（舛田利雄監督、1963年4月28日公開、日活、速水志郎役）
- 『夜霧のブルース』（野村孝監督、1963年6月30日公開、日活、西脇順三役）
- 『太平洋ひとりぼっち』（市川崑監督、1963年10月27日公開、日活、青年役）
- 『赤いハンカチ』（舛田利雄監督、1964年1月3日公開、日活、三上次郎役）
- 『夕陽の丘』（松尾昭典監督、1964年4月29日公開、日活、篠原健次役）
- 『鉄火場破り』（齋藤武市監督、1964年7月12日公開、日活、関東政役）
- 『殺人者を消せ』（舛田利雄監督、1964年9月19日公開、日活、早川次郎/泉信夫役）
- 『敗れざるもの』（松尾昭典監督、1964年10月30日公開、日活、橋本鉄哉役）
- 『黒い海峡』（江崎実生監督、1964年12月31日公開、日活、槙明夫役）
- 『城取り』（舛田利雄監督、1965年3月6日公開、日活、車藤三役）
- 『青春とはなんだ』（舛田利雄監督、1965年7月14日公開、日活、野々村健介役）
- 『泣かせるぜ』（松尾昭典監督、1965年10月1日公開、日活、響伸作役）
- 『素晴らしきヒコーキ野郎』（ケン・アナキン監督、1965年10月9日公開、20世紀フォックス、Yamamoto役）
- 『赤い谷間の決斗』舛田利雄監督、1965年12月29日公開、日活、風間信吾役）
- 『二人の世界』（松尾昭典監督、1966年2月25日公開、日活、北条修一役）
- 『青春大統領』（江崎実生監督、1966年4月27日公開、日活、峰岡鷹志役）
- 『夜霧の慕情』（松尾昭典監督、1966年6月1日公開、日活、堀部良郎役）
- 『夜のバラを消せ』（舛田利雄監督、1966年7月9日公開、日活、徳川新六役）
- 『帰らざる波止場』（舛田利雄監督、1966年8月13日公開、日活、津田史郎役）
- 『栄光への挑戦』（舛田利雄監督、1966年10月8日公開、日活、宗吾郎役）
- 『逃亡列車』（江崎実生監督、1966年12月24日公開、日活、有坂大作役）
- 『夜霧よ今夜も有難う』（江崎実生監督、1967年3月11日公開、日活、相良徹役）
- 『嵐来たり去る』（舛田利雄監督、1967年5月3日公開、日活、富坂の英五郎役）
- 『波止場の鷹』（西村昭五郎監督、1967年8月12日公開、日活、久須見健一役）
- 『東京の田舎っぺ』（千野皓司監督、1967年8月12日公開、日活、声のみ）
- 『君は恋人』（齋藤武市監督、1967年11月3日公開、日活、石崎監督役）
- 『黄金の野郎ども』（江崎実生監督、1967年12月23日公開、日活、立原英次役）
- 『遊侠三国志 鉄火の花道』（松尾昭典監督、1968年1月13日公開、日活、小村伸次郎役）
- 『黒部の太陽』（熊井啓監督、1968年2月17日公開、日活、岩岡剛役）
- 『昭和のいのち』（舛田利雄監督、1968年6月22日公開、日活、日下真介役）
- 『忘れるものか』（松尾昭典監督、1968年12月28日公開、日活、岡部司郎役）
- 『風林火山』（稲垣浩監督、1969年3月1日公開、東宝、上杉謙信役）
- 『栄光への5000キロ』（蔵原惟繕監督、1969年7月15日公開、松竹、五代高之役）
- 『人斬り』（五社英雄監督、1969年8月9日公開、大映、坂本竜馬役）
- 『嵐の勇者たち』（舛田利雄監督、1969年12月31日公開、日活、島地陶介役）
- 『富士山頂』（村野鐵太郎監督、1970年2月28日公開、日活、梅原悟郎役）
- 『待ち伏せ』（稲垣浩監督、1970年3月21日公開、東宝、弥太郎役）
- 『ある兵士の賭け』（キース・ラーセン/千野皓司/白井伸明監督、1970年6月6日公開、松竹、北林宏役）
- 『スパルタ教育くたばれ親父』（舛田利雄監督、1970年8月12日公開、ダイニチ、田上悠三役）
- 『戦争と人間（1部）』 （山本薩夫監督、1970年8月1日公開、ダイニチ、篠崎書記官役）
- 『男の世界』（長谷部安春監督、1971年1月13日公開、ダイニチ、紺野忠夫役）
- 『甦える大地』（中村登監督、1971年2月26日公開、松竹、植松一也役）
- 『影狩り』（舛田利雄監督、1972年6月10日公開、東宝、十兵衛役）
- 『影狩り ほえろ大砲』（舛田利雄監督、1972年10月10日公開、東宝、室戸十兵衛役）
- 『反逆の報酬』（澤田幸弘監督、1973年2月17日公開、東宝、沖田徹男役）
- 『凍河』（斎藤耕一監督、1976年4月24日公開、松竹、竜野一郎役) (友情出演)
- 『アゲイン』（1984年、過去の日活作品の映像が使用されたのみで、新撮部分への出演なし）

#### その他の映画
- 『わが青春のアルカディア』（勝間田具治監督、1982年7月28日公開、東映、（声の出演）ファントム・F・ハーロックI世役[48]）
- 『零戦燃ゆ』（舛田利雄監督、1984年8月11日公開、東宝、 主題歌のみ）

### テレビドラマ
- 『ダイヤル110番』（1958年、日本テレビ）
- 『小さき闘い』（1964年、フジテレビ）
- 『結婚について・祝婚』（1965年、TBSテレビ）
- 『黒部の太陽』（1969年、日本テレビ）
- 『太陽にほえろ!』（1972年7月-1981年5月、1981年12月-1986年6月、1986年11月、日本テレビ）-　藤堂俊介・捜査第一係長（通称・ボス）
- 『座頭市物語』（1974年11月14日、フジテレビ / 勝プロ）第7話「市に小鳥がとまった」
- 『痛快!河内山宗俊』（1975年、フジテレビ）
- 『新・座頭市』（1976年、フジテレビ）
- 『大都会』シリーズ（日本テレビ）
  - 『大都会 闘いの日々』（1976年1月-9月）- 滝川竜太
  - 『大都会 PARTII』（1977年4月-1978年3月）- 宗方悟郎
  - 『大都会 PARTIII』（1978年9月-1979年9月）- 宗方悟郎
- 『浮浪雲』第二十回（1978年9月、テレビ朝日）- は組の頭岩吉
- 『西部警察』シリーズ（テレビ朝日）- 木暮謙三
  - 『西部警察 PART-I』（1979年10月-1982年4月）
  - 『西部警察 PART-II』（1982年5月 - 1983年3月）
  - 『西部警察 PART-III』（1983年4月 - 1984年10月）
- 『木曜ゴールデンドラマ 俺たちの明日〜坂本竜馬、中岡慎太郎!!幕末に散った壮絶な青春〜』（1980年、日本テレビ）
- 『ゴリラ・警視庁捜査第8班』（1989年、テレビ朝日）- 小暮警視（第1話にて遺影で登場）

### テレビ・ラジオ

#### レギュラー番組
- 『石原裕次郎アワー』（1957年-1959年、文化放送）
- 『裕次郎アワー 今晩は裕次郎です』（1963年-1964年、日本テレビ）
- 『すてきな仲間』（1966年、NET）
- 『ラジオ広場 やあ!裕次郎です』（1982年、ニッポン放送）
- 『THE YUJIRO』（2003年-ミュージックバード）
- 『石原裕次郎チャンネル』（有線ラジオ放送）

#### 音楽番組
- 『ミュージックステーション』（1987年1月9日、テレビ朝日） - 生前最後のテレビ出演。

#### ラジオドラマ
- 『海峡を越えてきた男』（1957年、ニッポン放送）

### CM
- エーザイ（ユベロン）[49]
- 宝酒造（松竹梅、※宝正宗、宇野重吉と共演）
- 資生堂（ビコーズ）

※放映されなかったCMであり、死去直後に『幻のCM』として放送されたほかDVD「生誕80周年記念 石原裕次郎 松竹梅CM集」に収録。

### 大会出場
- 大島ヨットレース（1959年・1963年）
- トランス・パシフィック・レース（1965年・1973年・1975年）
- アドミラルズ・カップ・レース（1977年）
- パンナム・クリッパーカップ・ヨットレース（1982年）
- インビテーショナル・ゴルフ大会-途中ホールアウト（1986年）
- 石原裕次郎メモリアルヨットレース（死後）

### パチンコ
- CR石原裕次郎（2009年・オリンピア・平和）

## 書籍

### 写真集
- 斎藤耕一『海とトランペット』三笠書房、1958年4月20日。

### 出版
- 『わが青春物語』東西文明社、1958年7月1日。
- 『太陽の神話 : 体験的人生問答』集英社、1982年8月25日。

### 連載
- 『裕次郎のつづり方』（1958年サンデー毎日）

## 演じた俳優
- フジテレビ（金曜エンタテイメント）『人間ドキュメント・石原裕次郎物語』（1993年7月23日放送）での配役 ※ドキュメンタリードラマ
  - 榊原利彦
- テレビ朝日『弟』（2004年11月17日 - 21日放送）での配役
  - 萩原竜之介（幼年期）
  - 富岡涼（少年期）
  - 武田航平（思春期）
  - 徳重聡（青年期）
  - 三浦友和（壮年期・晩年期）
- NHK BSプレミアム『裕次郎は死なない〜心に刻まれた5つの物語〜』（2017年6月17日放送）での配役 ※ドキュメンタリードラマ
  - 横田栄司（壮年期・晩年期）
  - 細田善彦（青年期）
- NHK BS4K（特集ドラマ）『裕さんの女房』（2021年3月20日放送）での配役
  - 徳重聡